# لتر (اندازه کاغذ)

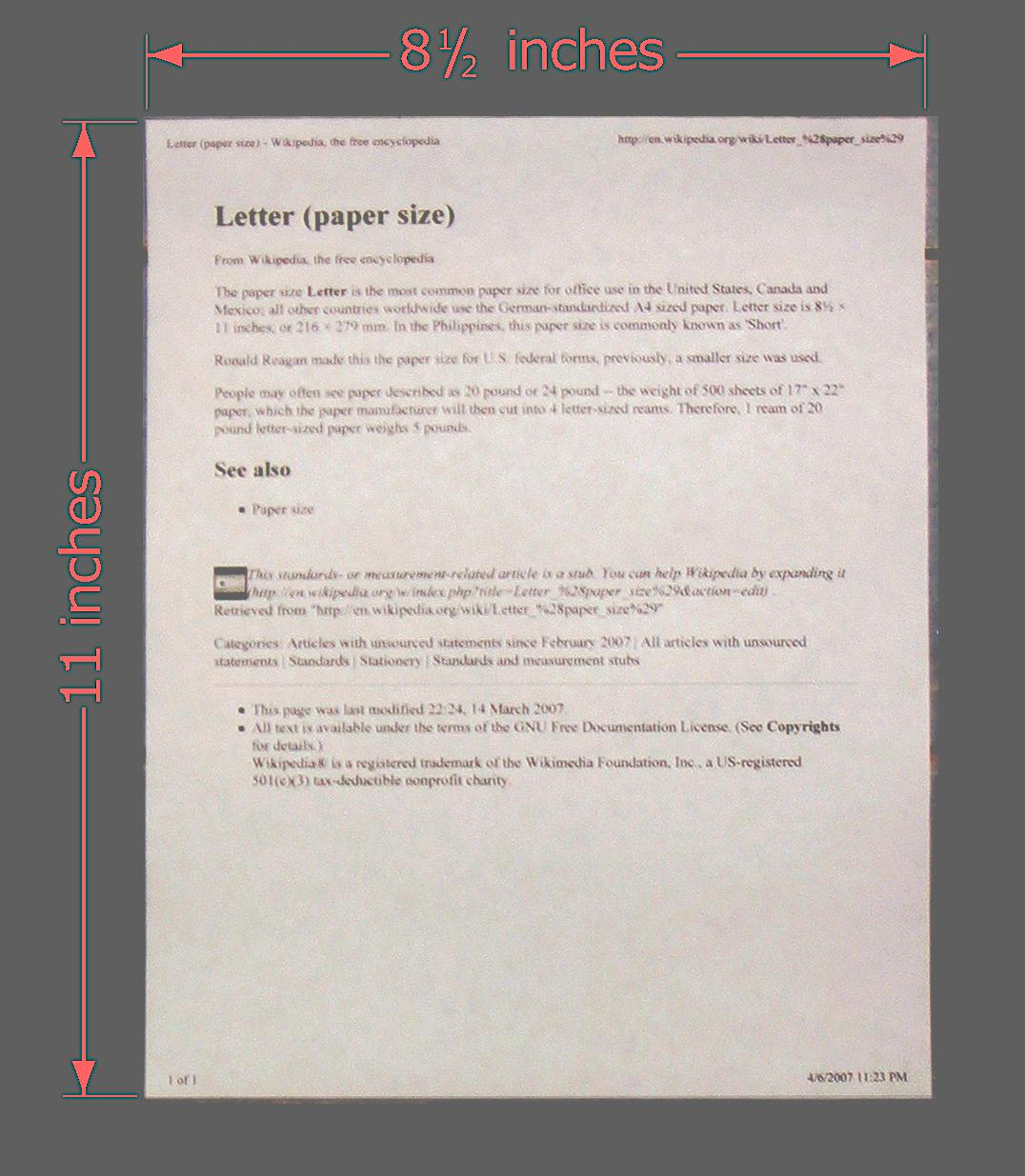
یک برگه به اندازه آ لتر

لتر یک استاندارد اندازه کاغذ است که توسط موسسه استاندارد ملی آمریکا تعریف شده‌است و معمولاً به عنوان لوازم التحریر خانگی یا اداری در ایالات متحده، کانادا، شیلی، کلمبیا، کاستاریکا، مکزیک، پاناما، گواتمالا، جمهوری دومینیکن و فیلیپین استفاده می‌شود. . ابعاد آن ۸٫۵ در ۱۱ اینچ (۲۱۵٫۹ در ۲۷۹٫۴ میلیمتر)، مشابه استاندارد کاغذ A4 مورد استفاده در اکثر کشورهای دیگر، تعریف شده در ISO 216 توسط سازمان بین‌المللی استاندارد.